# Marcel-Rosaire Plamondon
Pour les articles homonymes, voir Plamondon.
Marcel-Rosaire Plamondon, né le 3 septembre 1935 à Saint-Raymond dans la région de Portneuf et mort le 5 février 2019 dans la même ville, est un courtier d'assurances et homme politique québécois.
Il est le député de la circonscription de Portneuf à l'Assemblée législative du Québec pour l'Union nationale de 1966 à 1970.